# 韋拉克魯斯州
韋拉克魯斯州（西班牙語：Veracruz，西班牙語發音：[beɾaˈkɾus]）是墨西哥的一個州，位於該國中部偏東，東部面向墨西哥灣。人口僅次於墨西哥州和聯邦區，居全國第三，首府哈拉帕。
正式州名為是紀念1863年在對抗法國入侵時戰死的Ignacio de la Llave將軍。